# Lee Chung-hee
Dans ce nom coréen, le nom de famille, Lee, précède le nom personnel.
Lee Chung-Hee, (en coréen : 이충희), né le 7 novembre 1959, est un ancien joueur et entraîneur sud-coréen de basket-ball. Il évolue durant sa carrière au poste d'arrière.